# 岩田智輝
岩田 智輝（いわた ともき、1997年4月7日 - ）は、大分県宇佐市出身のプロサッカー選手。EFLチャンピオンシップ・バーミンガム・シティFC所属。ポジションはミッドフィールダー、ディフェンダー。元日本代表。マネジメント会社はジェブエンターテイメント。
2022年のJ1リーグ最優秀選手賞（MVP）受賞者。

## 来歴

### プロ入り前
兄の影響で3歳の時にサッカーを始め、四日市南SSCを経て大分トリニータU-15宇佐、U-18でプレー。U-18では1年次はセンターバック、2年次はサイドとフォワード、3年次はボランチと、U-15時代も含めGK以外のすべてのポジションでプレーを経験した。2015年にはトップチームに2種登録選手として選手登録された。同年はリーグ戦は出場機会は無かったが、10月14日の天皇杯3回戦・横浜FM戦にて先発出場で公式戦デビューを果たした。

### 大分トリニータ
2016年に吉平翼、江頭一輝と共にトップチームへ昇格。大分U-15宇佐出身者としては初のトップチーム昇格者となった。開幕節・長野戦でスタメンに抜擢されると、U-19日本代表選出による離脱はありながらも右サイドバックとして23試合に先発出場。最終節・鳥取戦では2-1のスコアから追加点となるプロ初得点を決め、大分のJ3優勝・J2復帰に貢献した。
J2にプレーカテゴリを上げた2017年は、開幕戦で先発出場を果たしその後も断続的に出場機会を得ていたが、第10節・京都戦で前半終了時点でピッチを退いて以降はリーグ戦での先発は無く、12試合の出場に留まった。
2018年は天皇杯2回戦・山口戦で公式戦2年ぶりの得点を記録したものの、リーグ前半戦は途中交代による2試合の出場に留まっていた。J2第25節・愛媛戦に3バックの一角として先発出場を果たすと、以後全試合に先発出場。積極的な攻撃参加でJ2最多得点を記録した大分の攻撃陣を支え、J1昇格に貢献した。
J1でのプレーとなった2019年は開幕戦から先発出場を続けると、第7節・仙台戦にて自身J1初、リーグ戦では3シーズン振りのゴールを記録。第12節・清水戦では0-1の状況から同点となるゴールを決めたが、これがチームのJ1通算300ゴールとなった。その後は後述の代表選出や負傷 などで度々離脱したがシーズンを通してスタメン出場を続け、自己最多の4得点を記録した。その後、同年J1を制覇した横浜F・マリノスからオファーを受けるが、東京五輪開催を控えた中 で出場機会の確保を理由として2020年も大分に残留。同年もレギュラーとしてリーグ戦30試合に出場した。

### 横浜F・マリノス
2021年、2年連続でのオファーに応え横浜F・マリノスに完全移籍で加入。シーズン開幕当初はサイドバックとして起用されていたが、同年途中からはボランチやセンターバックとしても出場機会を得て、リーグ戦34試合に出場した。
2022年、前半戦は主にボランチを務めたが終盤10試合はセンターバックとしても起用され、フィールドプレイヤーではチーム最多の出場時間（2715分）を記録。チームの屋台骨としてリーグ最少失点の守備陣を支えリーグ優勝に貢献した。DFとしては2006年の田中マルクス闘莉王（浦和）以来16年ぶり、そしてJ3リーグからプロキャリアを開始した選手としては史上初となる最優秀選手賞を受賞した。

### セルティックFC
2022年12月30日、スコティッシュ・プレミアシップ所属のセルティックへの期限付き移籍（買い取りオプション付き）が発表された。2023年7月13日、セルティックへ完全移籍。10月22日、リーグ第9節のハーツ戦で移籍後初ゴールを記録。
セルティックでは、同ポジションにスコットランド代表でチームキャプテンのカラム・マグレガーがいたためレギュラーは掴めなかったが、マグレガーが不在の時は代役を務め、ディフェンスの負傷時にはCBとしても出場した。

### バーミンガム・シティFC
2024年8月31日、イングランド3部EFLリーグ1所属のバーミンガム・シティへ3年契約で完全移籍が発表された。4月8日、ピーターバラ戦に勝利して、主力として3部優勝に貢献。リーグ1のシーズンベストイレブンにも選出された。

### 日本代表
2013年に初めて年代別代表に選出された。2016年にはAFC U-19選手権（バーレーン大会）に出場。大会制覇を果たしたチームにおいて、グループステージ第1節と準決勝の2試合に先発出場した。
2017年にM-150カップに出場して以降は代表メンバーから遠ざかっていたが、2019年5月、コパ・アメリカ（ブラジル大会）に臨む東京五輪世代中心で構成された日本代表（A代表）に選出された。6月21日、コパ・アメリカ第2戦のウルグアイ戦にスタメンで出場し、代表デビューを果たした。同年8月、U-22日本代表に初選出された。
その後は暫く代表招集は無く東京五輪出場も逃したが、2022年7月19日から開催されたEAFF E-1サッカー選手権2022に出場する日本代表に約3年ぶりに選出。2試合に出場した。

## 人物・エピソード
- 2019年8月10日のJ1第22節・大分トリニータ対ヴィッセル神戸戦にて、岩田からボールを奪おうとしたアンドレス・イニエスタのキックを受け転倒した事がきっかけで小競り合いとなり、あわや一触即発となるシーンがあった。温厚な性格と評される[31] イニエスタが激高したことが注目され、スペイン・マルカ紙で紹介されるなど一部で話題となった[32]。岩田はこのシーンを振り返り、「当たった瞬間は誰か分かんなかったんですけど、『えっ、はっ?』と思ったらイニエスタ選手でした。でも、そこでやめてもなと思って」とコメントしている[33]。直後に握手を交わし事は収まったが、翌2020年2月14日のJリーグキックオフカンファレンスでイニエスタと再会した際に岩田から改めて謝罪を行った[34]。
- 2020年5月25日付で一般女性と結婚した[35]。

## 所属クラブ
- 四日市南SSC
- 大分トリニータU-15宇佐（宇佐市立西部中学校[5]）
- 2013年 - 2015年 大分トリニータU-18（大分東明高校[5]）
  - 2015年 大分トリニータ（2種登録選手）
- 2016年 - 2020年 大分トリニータ
- 2021年 - 2023年7月 横浜F・マリノス
  - 2023年1月 - 同年6月 セルティック（期限付き移籍）
- 2023年7月 - 2024年8月 セルティック
- 2024年8月 - バーミンガム・シティ

## 個人成績
| 国内大会個人成績 | 国内大会個人成績 | 国内大会個人成績 | 国内大会個人成績 | 国内大会個人成績 | 国内大会個人成績 | 国内大会個人成績 | 国内大会個人成績 | 国内大会個人成績 | 国内大会個人成績 | 国内大会個人成績 | 国内大会個人成績 |
| 年度             | クラブ           | 背番号           | リーグ           | リーグ戦         | リーグ戦         | リーグ杯         | リーグ杯         | オープン杯       | オープン杯       | 期間通算         | 期間通算         |
| 年度             | クラブ           | 背番号           | リーグ           | 出場             | 得点             | 出場             | 得点             | 出場             | 得点             | 出場             | 得点             |
| 日本             | 日本             | 日本             | 日本             | リーグ戦         | リーグ戦         | リーグ杯         | リーグ杯         | 天皇杯           | 天皇杯           | 期間通算         | 期間通算         |
| ---------------- | ---------------- | ---------------- | ---------------- | ---------------- | ---------------- | ---------------- | ---------------- | ---------------- | ---------------- | ---------------- | ---------------- |
| 2015             | 大分             | 29               | J2               | 0                | 0                | -                | -                | 1                | 0                | 1                | 0                |
| 2016             | 大分             | 29               | J3               | 23               | 1                | -                | -                | 1                | 0                | 24               | 1                |
| 2017             | 大分             | 29               | J2               | 12               | 0                | -                | -                | 0                | 0                | 12               | 0                |
| 2018             | 大分             | 29               | J2               | 20               | 0                | -                | -                | 1                | 1                | 21               | 1                |
| 2019             | 大分             | 29               | J1               | 27               | 4                | 3                | 0                | 1                | 0                | 31               | 4                |
| 2020             | 大分             | 29               | J1               | 30               | 2                | 1                | 0                | -                | -                | 31               | 2                |
| 2021             | 横浜FM           | 24               | J1               | 34               | 0                | 7                | 1                | 1                | 0                | 42               | 1                |
| 2022             | 横浜FM           | 24               | J1               | 32               | 2                | 0                | 0                | 1                | 0                | 33               | 2                |
| スコットランド   | スコットランド   | スコットランド   | スコットランド   | リーグ戦         | リーグ戦         | S・リーグ杯      | S・リーグ杯      | スコティッシュ杯 | スコティッシュ杯 | 期間通算         | 期間通算         |
| 2022-23          | セルティック     | 24               | S・プレミア      | 13               | 0                | 1                | 0                | 4                | 0                | 18               | 0                |
| 2023-24          | セルティック     | 24               | S・プレミア      | 19               | 1                | 0                | 0                | 2                | 0                | 21               | 1                |
| イングランド     | イングランド     | イングランド     | イングランド     | リーグ戦         | リーグ戦         | FLカップ         | FLカップ         | FAカップ         | FAカップ         | 期間通算         | 期間通算         |
| 2024-25          | バーミンガム     | 24               | リーグ1          | 40               | 6                | 0                | 0                | 2                | 1                | 42               | 7                |
| 通算             | 日本             | 日本             | J1               | 123              | 8                | 11               | 1                | 3                | 0                | 137              | 9                |
| 通算             | 日本             | 日本             | J2               | 32               | 0                | -                | -                | 2                | 1                | 34               | 1                |
| 通算             | 日本             | 日本             | J3               | 23               | 1                | -                | -                | 1                | 0                | 24               | 1                |
| 通算             | スコットランド   | スコットランド   | S・プレミア      | 32               | 1                | 1                | 0                | 6                | 0                | 39               | 1                |
| 通算             | イングランド     | イングランド     | リーグ1          | 40               | 6                | 0                | 0                | 2                | 1                | 42               | 7                |
| 総通算           | 総通算           | 総通算           | 総通算           | 250              | 16               | 12               | 1                | 14               | 2                | 276              | 19               |

※2015年は2種登録選手として出場
その他公式戦
- 2016年 1
  - 大分県サッカー選手権大会（天皇杯大分県予選）- 1試合0得点

| 国際大会個人成績 | 国際大会個人成績 | 国際大会個人成績 | 国際大会個人成績 | 国際大会個人成績 |
| 年度             | クラブ           | 背番号           | 出場             | 得点             |
| AFC              | AFC              | AFC              | ACL              | ACL              |
| ---------------- | ---------------- | ---------------- | ---------------- | ---------------- |
| 2022             | 横浜FM           | 24               | 7                | 0                |
| UEFA             | UEFA             | UEFA             | UEFA CL          | UEFA CL          |
| 2023-24          | セルティック     | 24               | 3                | 0                |
| 通算             | AFC              | AFC              | 7                | 0                |
| 通算             | UEFA             | UEFA             | 3                | 0                |

出場歴
- 公式戦初出場 - 2015年10月14日 天皇杯3回戦 横浜F・マリノス戦（大分銀行ドーム）
- Jリーグ初出場 - 2016年3月13日 J3第1節 AC長野パルセイロ戦（大分銀行ドーム）
  - 初得点 - 2016年11月20日 J3第30節 ガイナーレ鳥取戦（とりぎんバードスタジアム）

## タイトル

### クラブ
大分トリニータU-18
- プリンスリーグ九州1部：2回（2013年、2014年）

大分トリニータ
- J3リーグ（2016年）
- 大分県サッカー選手権大会（2016年）

横浜F・マリノス
- J1リーグ（2022年）

セルティックFC
- スコティッシュ・プレミアシップ：1回（2022-23）
- スコティッシュリーグカップ（2022-23）

バーミンガム
- EFLリーグ1：1回（2024-25）

### 代表
U-19日本代表
- AFC U-19選手権（2016年）

日本代表
- EAFF E-1サッカー選手権（2022年）

### 個人
- J1リーグ・最優秀選手賞（2022年）
- J1リーグ・ベストイレブン（2022年）
- J1リーグ・優秀選手賞（2022年）
- J1リーグ・月間MVP（2022年9月）
- JPFAアワード（J1）・最優秀選手賞（2022年）
- JPFAアワード（J1）・ベストイレブン（2022年）
- EFLリーグ1ベストイレブン（2024-25）[22][23]

## 代表歴

### 出場大会
- U-16日本代表
  - モンテギュー国際大会（2013年）
- U-18日本代表
  - SBSカップ 国際ユースサッカー（2015年）
  - 長安フォードカップ CFA 国際ユース（U-18）フットボールトーナメント（2015年）
  - AFC U-19選手権予選（2015年）
- U-19日本代表
  - バーレーン U-19カップ（2016年）
  - フランス・UAE遠征（2016年）
  - AFC U-19選手権（2016年）
- U-20日本代表
  - M-150カップ（2017年）
- U-22日本代表
  - 北中米遠征（2019年）
  - キリンチャレンジカップ（2019年）
- 日本代表
  - コパ・アメリカ（2019年）
  - EAFF E-1サッカー選手権（2022年）

### 試合数
| 日本代表 | 国際Aマッチ | 国際Aマッチ |
| 年       | 出場        | 得点        |
| -------- | ----------- | ----------- |
| 2019     | 2           | 0           |
| 2022     | 2           | 0           |
| 通算     | 4           | 0           |

### 出場
| No. | 開催日        | 開催都市       | スタジアム             | 対戦国     | 結果 | 監督   | 大会                       |
| --- | ------------- | -------------- | ---------------------- | ---------- | ---- | ------ | -------------------------- |
| 1.  | 2019年6月20日 | ポルトアレグレ | アレーナ・ド・グレミオ | ウルグアイ | △2-2 | 森保一 | コパ・アメリカ2019         |
| 2.  | 2019年6月24日 | ベロオリゾンテ | エスタジオ・ミネイロン | エクアドル | △1-1 | 森保一 | コパ・アメリカ2019         |
| 3.  | 2022年7月19日 | 鹿嶋           | 茨城カシマスタジアム   | 香港       | ○6-0 | 森保一 | EAFF E-1サッカー選手権2022 |
| 4.  | 2022年7月27日 | 豊田           | 豊田スタジアム         | 韓国       | ○3-0 | 森保一 | EAFF E-1サッカー選手権2022 |